# Foteviksspärren

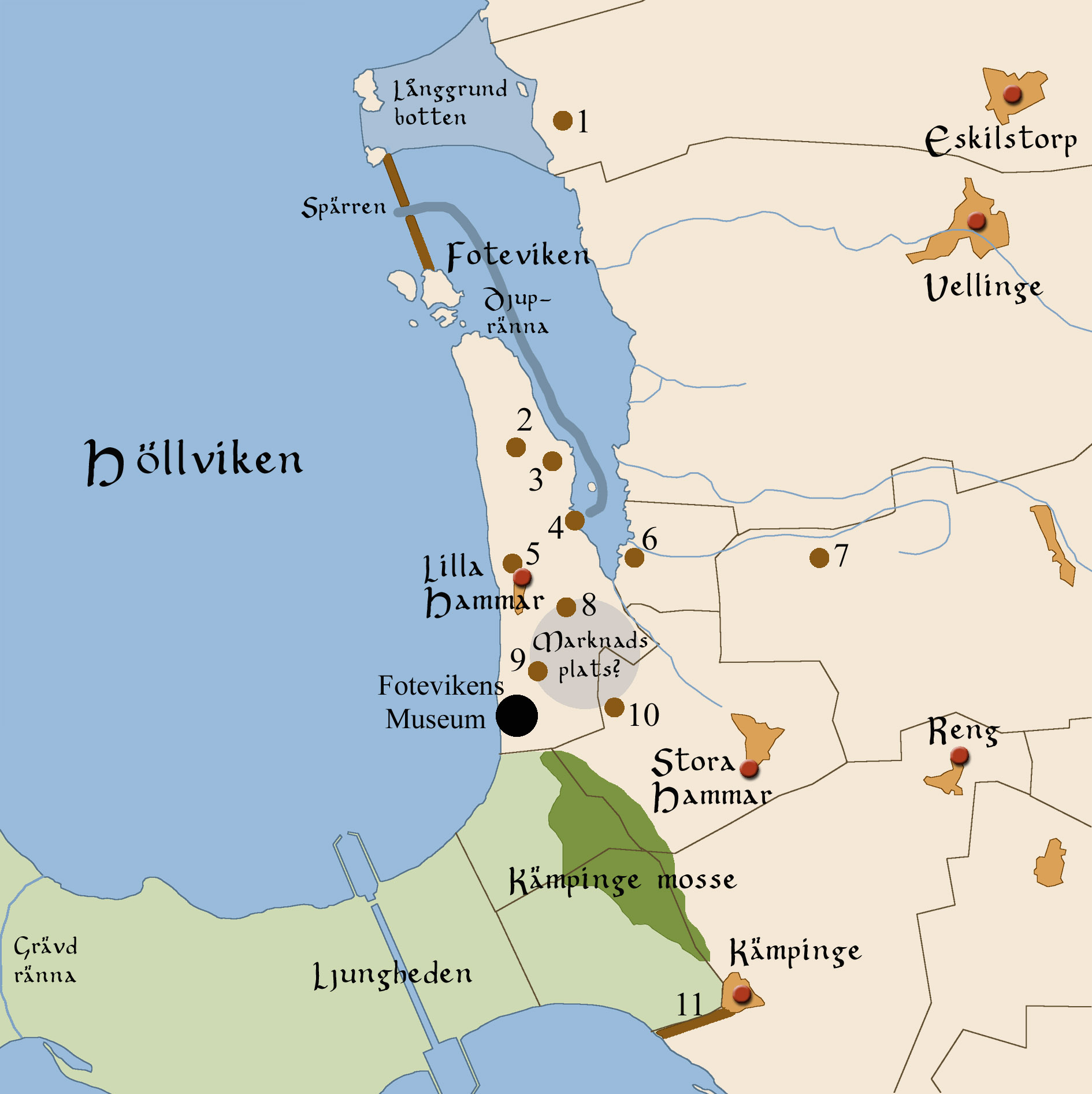
Foteviksspärren

Die Foteviksspärren (deutsch „Seesperre am Fotevik“) ist eine wikingerzeitliche Seesperre in der 300 m breiten Mündung des Foteviken, dort wo sich die Bucht zum Höllviken öffnet. Die Bucht liegt im Südwesten von Schonen in Schweden.

## Beschreibung
Bereits 1967 präsentierte Esse Ericsson in der Zeitschrift Archäologische Luftbildfotografie seine Beobachtungen einer Unterwasserbarriere in der Fotevikmündung. 1981 wurde eine archäologische Untersuchung durchgeführt, wobei ein Wrack aus der späten Wikingerzeit gefunden wurde. 1982 führten Untersuchungen dazu, dass weitere vier Schiffe gefunden wurden. Eines von ihnen wurde „Foteviksskeppet“ (deutsch „Fotevikschiff“) genannt. Er wurde bewahrt und befindet sich heute im Malmö-Museum. Die Barriere ist zweistufig, eine ältere aus den 980ern und eine jüngere aus der ersten Hälfte des 11. Jahrhunderts. Für diese Phase wurde ein Schiff dendrochronologisch auf 1023 n. Chr. datiert. Vermutlich wurden die letzten Schiffe beim Ausbruch des dänischen Bürgerkrieges im Jahr 1134 mit Steinen gefüllt und versenkt, um Schutz gegen feindliche Schiffe zu bieten. Hier fiel der dänische König Niels ein, wurde aber vom späteren König Erik Emune besiegt.
Direkt nördlich liegen zwei Inseln, Eskilstorpaholmarna oder „Kuddarna“ genannt. Auf der ältesten Karte aus den 1680er Jahren, sind die Inseln so eingezeichnet, als ob sie mit dem Land verbunden wären. Das liegt daran, dass das Wasser zwischen den Inseln und dem Strand sehr flach ist.

Foteviksspärren
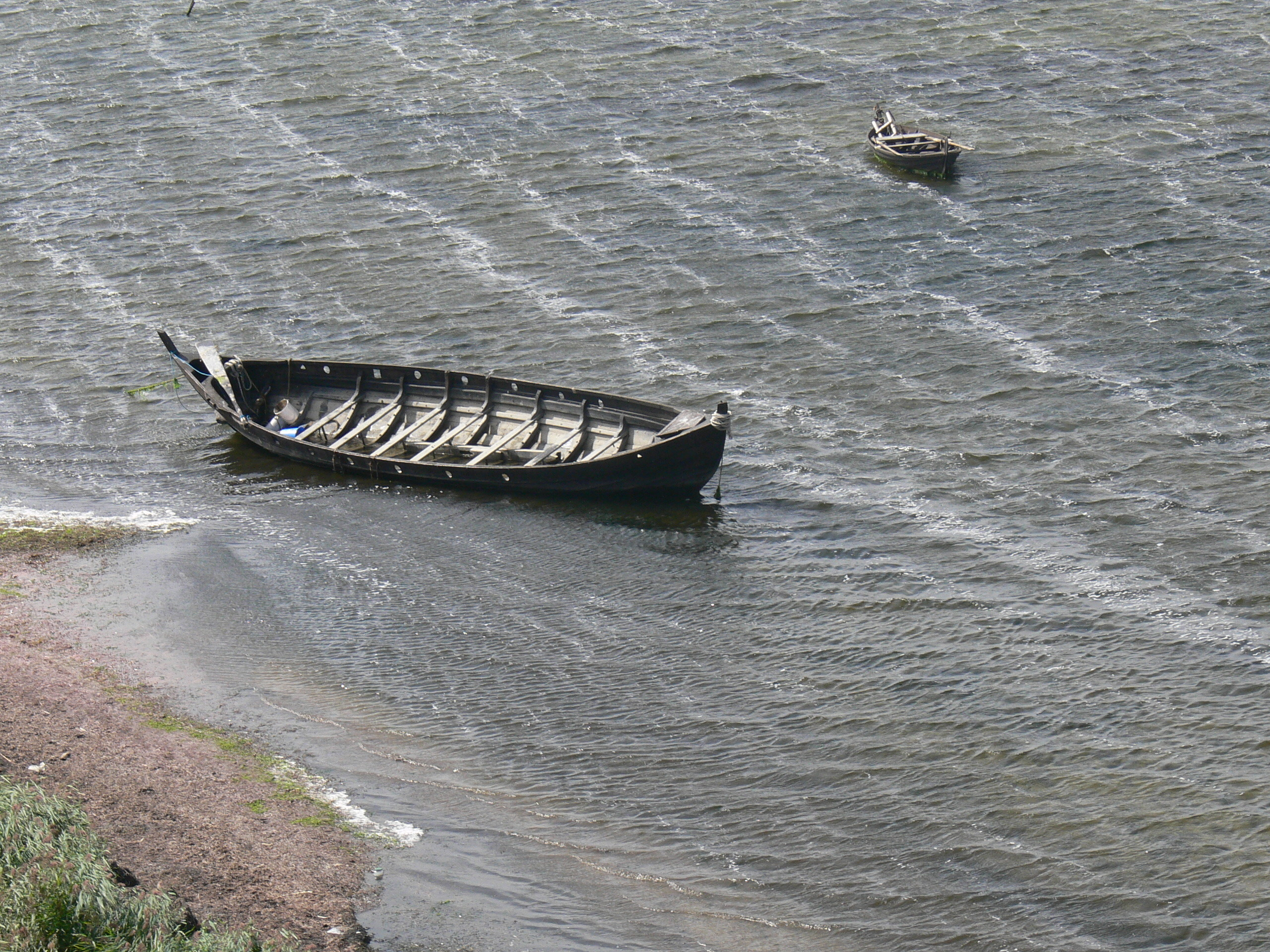
Nachbau von der Foteviksspärren
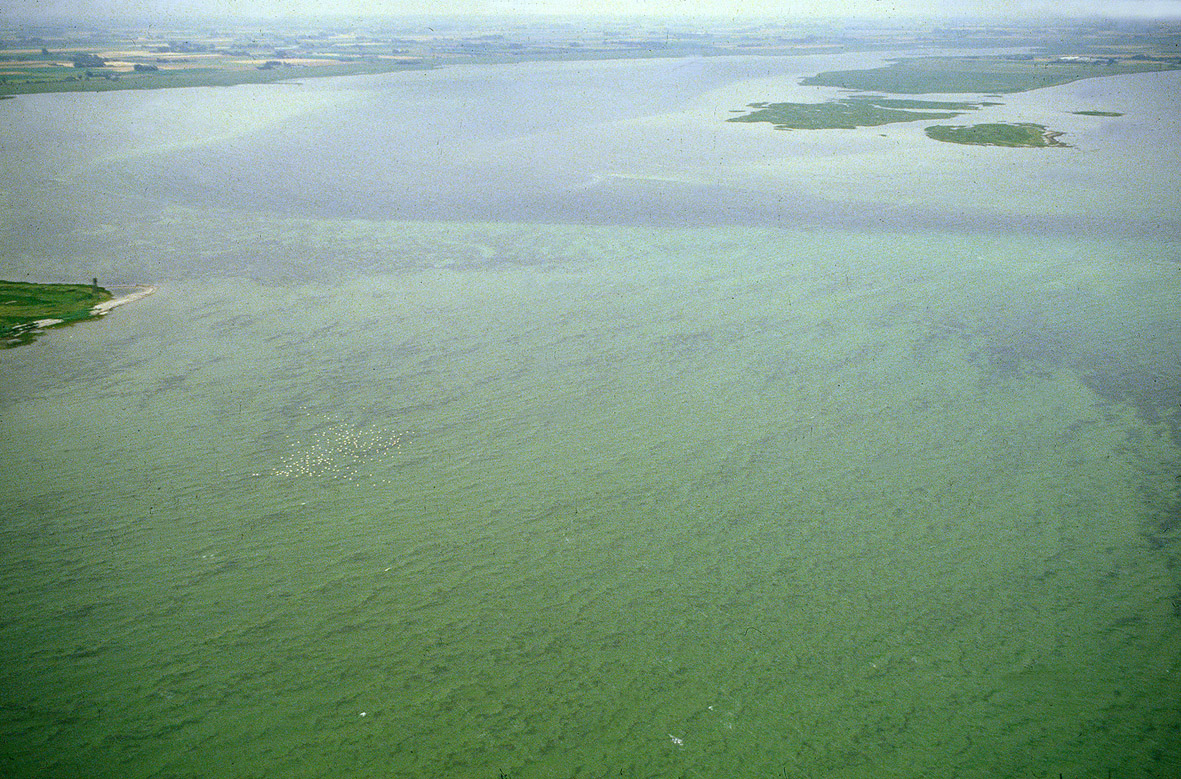
Foteviksspärren

Die beiden größeren Schiffe waren etwa 20 Meter lang, sie waren Kriegsschiffe, während die beiden kleineren mit einer Länge von etwa 14 Metern wahrscheinlich Handelsschiffe waren. Die Schiffe hatten eine Breite von 2,5 bis 3,0 Metern und waren geplankt. Möglicherweise liegen noch mehr Schiffswracks im Meer. Im Fotevikens Museum wurde eine zeitnahe Nachbildung des am besten erhaltenen Wracks gebaut, ein kleineres Wikingerschiff namens Erik Emune.